# Чака-Сейф-оль-Дін
Чака-Сейф-оль-Дін (перс. چقاسيف الدين) — село в Ірані, у дегестані Чагар-Чешме, у бахші Камаре, шагрестані Хомейн остану Марказі. За даними перепису 2006 року, його населення становило 854 особи, що проживали у складі 221 сім'ї.

## Клімат
Середня річна температура становить 12,18°C, середня максимальна – 31,28°C, а середня мінімальна – -10,80°C. Середня річна кількість опадів – 253 мм.
| Клімат поселення                              | Клімат поселення | Клімат поселення | Клімат поселення | Клімат поселення | Клімат поселення | Клімат поселення | Клімат поселення | Клімат поселення | Клімат поселення | Клімат поселення | Клімат поселення | Клімат поселення | Клімат поселення |
| Показник                                      | Січ.             | Лют.             | Бер.             | Квіт.            | Трав.            | Черв.            | Лип.             | Серп.            | Вер.             | Жовт.            | Лист.            | Груд.            |                  |
| Середній максимум, °C                         | 7,70             | 9,89             | 14,14            | 19,80            | 24,98            | 30,52            | 31,28            | 31,28            | 26,70            | 20,64            | 13,79            | 8,29             |                  |
| Середня температура, °C                       | −1,55            | 0,64             | 4,89             | 10,55            | 15,73            | 21,26            | 25,06            | 25,05            | 20,48            | 14,42            | 7,55             | 2,08             |                  |
| Середній мінімум, °C                          | −10,8            | −8,62            | −4,36            | 1,30             | 6,48             | 12,02            | 18,84            | 18,83            | 14,25            | 8,19             | 1,34             | −4,14            |                  |
| Норма опадів, мм                              | 41               | 39               | 47               | 32               | 22               | 3                | 1                | 1                | 0                | 7                | 24               | 36               |                  |
| Середньомісячна швидкість вітру, м/с          | 1.34             | 1.97             | 2.78             | 2.87             | 2.60             | 2.43             | 2.39             | 2.23             | 2.14             | 2.06             | 1.57             | 1.34             |                  |
| Середньомісячна сонячна радіація, кДж/м²·день | 9686             | 12914            | 15408            | 18640            | 22585            | 26830            | 25834            | 24394            | 21558            | 16131            | 11459            | 9430             |                  |
| --------------------------------------------- | ---------------- | ---------------- | ---------------- | ---------------- | ---------------- | ---------------- | ---------------- | ---------------- | ---------------- | ---------------- | ---------------- | ---------------- | ---------------- |
| Джерело:                                      |                  |                  |                  |                  |                  |                  |                  |                  |                  |                  |                  |                  |                  |